# First
First fou el primer LP enregistrat pels Bee Gees al Regne Unit (IBC Studios, Londres) durant els mesos d'abril i maig de 1967.
L'àlbum va ser publicat per Polydor el juliol de 1967 al Regne Unit i per Atco i Spin als EUA i a Austràlia, respectivament, a l'agost de 1967.

## Llista de cançons
1. Turn Of The Century
2. Holiday
3. Red Chair, Fade Away
4. One Minute Woman
5. In My Own Time
6. Every Christian Lion Hearted Man Will Show You
7. Craise Finton Kirk Royal Academy Of Arts
8. New York Mining Disaster 1941
9. Cucumber Castle
10. To Love Somebody
11. I Close My Eyes
12. I Can't See Nobody
13. Please Read Me
14. Close Another Door

## Crèdits
- Barry Gibb: veu i guitarra.
- Robin Gibb: veu i orgue.
- Maurice Gibb: veu, baix, piano, orgue, guitarra...
- Vince Melouney: guitarra.
- Colin Petersen: bateria.
- Phil Dennys: arranjaments orquestrals a New York Mining Disaster 1941, Red Chair Fade Away, I Close My Eyes i One Minute Woman.
- Bill Shepherd: arranjaments orquestrals a Turn Of The Century, Holiday, In My Own Time, Every Christian Lion Hearted Man Will Show You, Craise Finton Kirk Royal Academy Of Arts, Cucumber Castle, To Love Somebody, I Can't See Nobody, Please Read Me i Close Another Door.
- Mike Claydon: enginyer.
- Robert Stigwood i Ossie Byrne: productors.